# She Hates Me
She Hates Me è un singolo pubblicato dal gruppo post-grunge statunitense Puddle of Mudd nel 2002, l'ultimo tratto dall'album Come Clean. La canzone ha raggiunto la posizione 13 nella classifica Billboard Hot 100, ed è arrivata alla prima posizione nella classifica Billboard Hot Mainstream Rock Tracks. Nella Official Singles Chart ha raggiunto la posizione 14, regalando al gruppo la terza hit in Top 20.
Il testo è stato scritto dal chitarrista Jimmy Allen appena uscito da una relazione, ispirato dall'ira che la sua ormai ex-ragazza gli aveva sempre provocato. Gli accordi sono molto simili a quelli di I Saw Your Mommy dei Suicidal Tendencies, ma anche a quelli della famosa Summer Nights, parte della colonna sonora del cult Grease. Ciò ha causato ai Puddle of Mudd non poche accuse di plagio.
Nell'inserto di ogni album c'è una fotocopia del testo della canzone originario, scritto a mano, che figura il titolo She Fucking Hates Me. Alla pubblicazione il titolo è stato cambiato a causa della censura di radio e televisioni, tuttavia nel ritornello del testo, qualora non censurato, si può sentire ancora la versione originale.
La canzone fa parte della colonna sonora del film La mia super ex-ragazza.

## Cover e parodie
Il gruppo Richard Cheese and Lounge Against the Machine ha cantato una cover lounge della canzone nel 2002, inserendola nell'album Tuxicity. Il singolo è stato cantato come cover anche da un coro femminile belga chiamato Scala & Kolacny Brothers, che l'ha inserito in un album del 2002, On the Rocks.
She Hates Me è stata anche oggetto di una parodia intitolata Internet Love Song (She Blocked Me), di Bob Ricci. È diventata, infatti, uno dei successi maggiori di quest'ultimo.